# صنایع اسلحه سازی مگپول
شرکت اسلحه سازی مَگپول در زمینه طراحی و ساخت سلاح گرم از جنس پلیمر و تجهیزات مرتبط با آن فعالیت دارد.

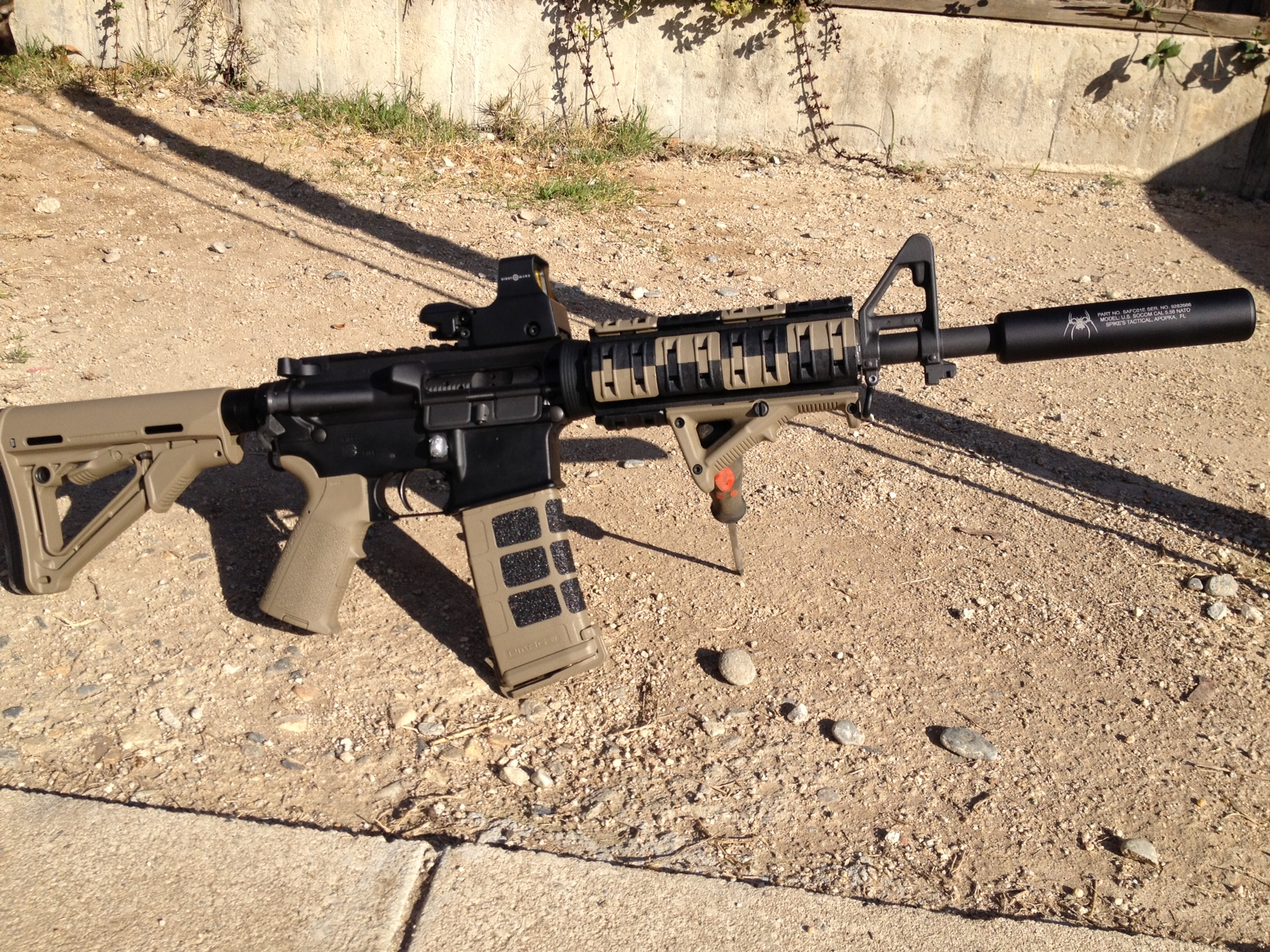